# 松井梨絵子
松井 梨絵子（まつい りえこ、1981年3月26日 - ）は、元秋田放送（ABS）アナウンサー。
広島県東広島市出身。広島女学院中学校・高等学校を経て一橋大学社会学部卒業後、2003年に入社した（同期は伊藤綾子）。2013年9月に退社した。

## 担当番組

### テレビ
- 「ワイドゆう」
- 「ゆうドキっ!」（2006年4月3日 - 2007年8月31日、MC）
- 「Newsリアルタイムあきた」キャスター（2007年9月3日 - 2010年3月26日）
- 「ズームイン!!SUPER」（秋田中継担当、2007年4月 - 2011年3月）
- 「月刊 元気一番"生"テレビ」（秋田中継担当、2007年4月 - 2008年3月・2011年1月 - 2012年3月）
- ｢ABS news every.」（2010年3月29日 - 2011年3月25日）

### ラジオ
- 「ランチリクエスト」パーソナリティ（2007年9月 - ）
- 「ごくじょうラジオ」木曜日中継リポーター（2007年4月3日 - 8月30日）
- 「元気満タン秋田だwin2」（2005年3月30日 - 2006年3月31日）
- 「ごごはWIN'S」月～水曜日（2006年4月3日 - 2007年3月）
- 「松井梨絵子のあさラテ」（2010年10月 - 2013年9月28日）
- 「若者しゃべり場秋田de結婚」（2011年1月15日、13:00 - 15:15）公開生放送

## エピソードなど
- 元同僚の松浦大悟と同じ広島県出身。2004年はヨット競技（成年女子シーホッパー級スモールリグ）で国体（秋田県代表として）に出場。成績は18位だった。
- 一橋大学社会学部では社会心理学のゼミに学ぶ。
- ラジオ番組では、井関裕貴とまるさん、そして松本龍（現在は東日本放送）にしばしばおちょくられていた。
- 小林美紀（現在はFIRST AGENT所属のフリーアナウンサー）と同様帰国子女で、小学校時代をデトロイトで過ごした。英語に堪能である。
- 「ABS Radio presents hot party」というCMの声は松井である（2005年は小林美紀が担当）。
- 番組以外の仕事では、五城目町主催・秋田追分全国大会（2005年7月10日）の司会や、2007年秋田わか杉国体冬季大会の開閉会式の進行、NPO法人「秋田パドラーズ」10年祭（2012年12月8日）の司会[1]、かんぽ生命健康づくりシンポジウム2013（2013年2月17日、秋田テルサ[2]）の司会を務めた。
- 塩地美澄の公式ブログによると、2017年7月4日の記事において、「通訳士」をしているとのこと[3]。